# Satilatlas marxi
Satilatlas marxi är en spindelart som beskrevs av Eugen von Keyserling 1886. Satilatlas marxi ingår i släktet Satilatlas och familjen täckvävarspindlar. Utöver nominatformen finns också underarten S. m. matanuskae.